# IC 1820
IC 1820 ist eine Spiralgalaxie vom Hubble-Typ S im Sternbild Walfisch südlich der Ekliptik. Sie ist schätzungsweise 417 Millionen Lichtjahre von der Milchstraße entfernt und hat einen Durchmesser von etwa 60.000 Lichtjahren.  
Das Objekt wurde am 21. Dezember 1903 von Stéphane Javelle entdeckt.